# Prise porte-plume

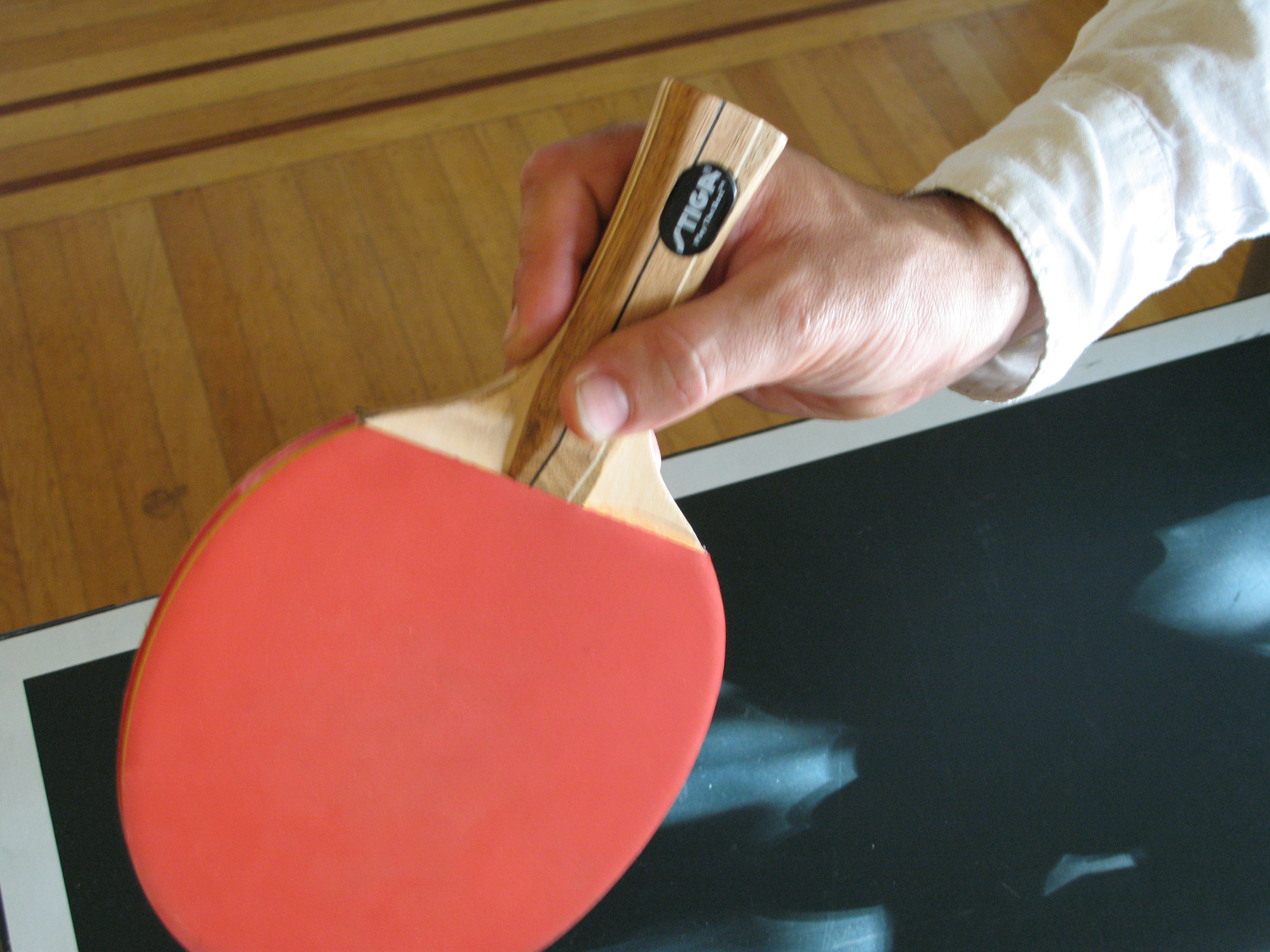
Prise « porte-plume ».

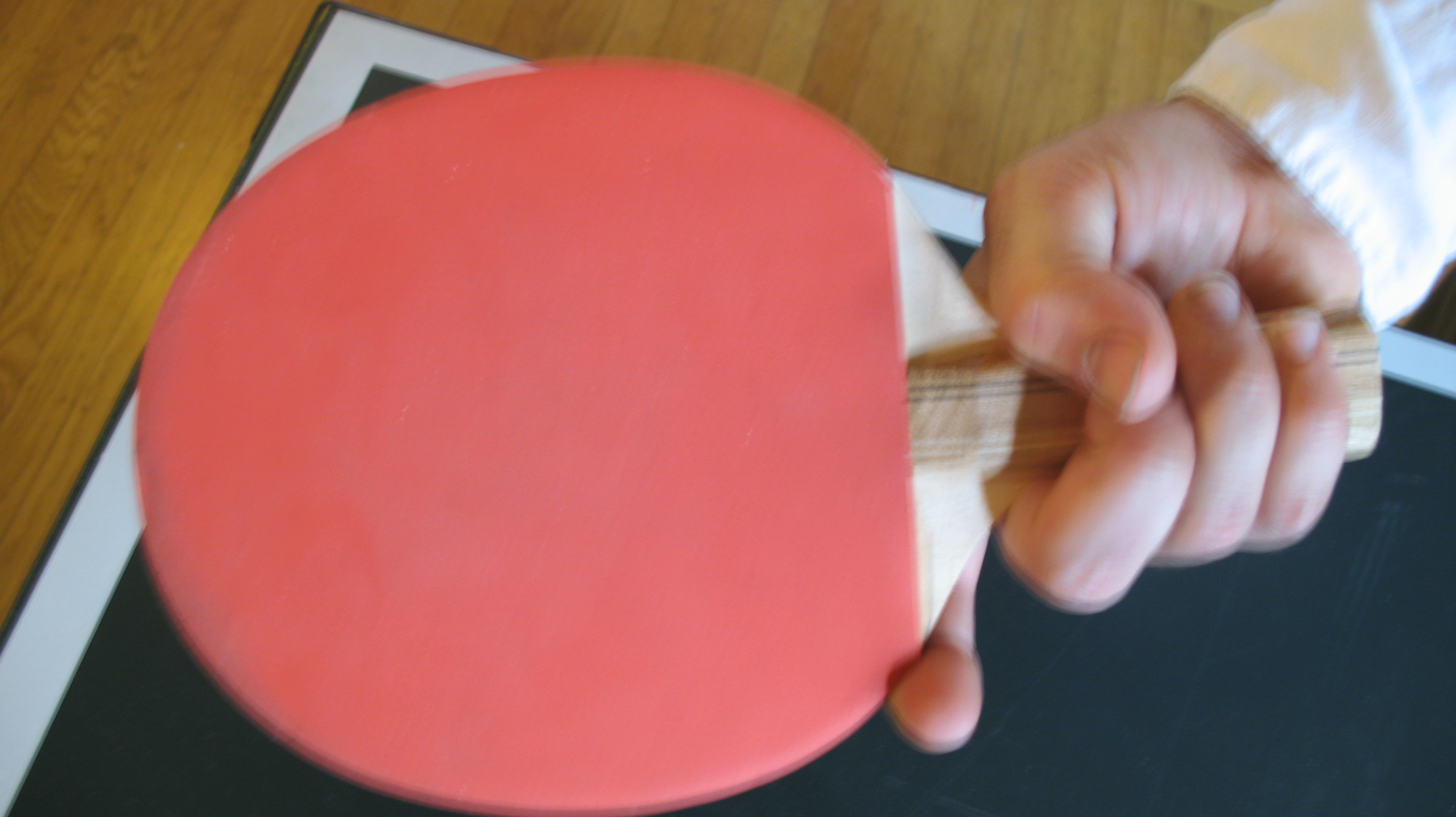
Prise classique, également dite « orthodoxe » ou « européenne ».

La prise porte-plume désigne une manière caractéristique de tenir sa raquette en tennis de table : les doigts sont placés sur la raquette de la même manière que pour tenir un stylo-plume.
Contrairement aux idées reçues, cette prise ne vient pas de Chine ni d'Asie mais d'Europe et plus précisément de Hongrie. C'est Anna Sipos, multiple championne du monde de tennis de table dans les années 1930, qui a popularisé cette façon de tenir sa raquette. Depuis, de nombreux joueurs se sont approprié cette façon de jouer et aujourd'hui, la plupart des pongistes du circuit international pratiquant cette prise sont asiatiques. Parmi les plus célèbres, Wang Hao, numéro 1 mondial en 2009, joue en prise porte-plume tout comme Liu Guoliang.
D'un point de vue technique, la prise porte-plume s'oppose à la prise dite « orthodoxe » ou « européenne ». Elle offre une plus grande amplitude au niveau du poignet, permettant aux joueurs de mettre davantage d'effets dans la balle. Elle permet aussi de mieux axer le jeu sur le coup droit, le revers n'étant utilisé qu'en dernier recours. Cependant, certains joueurs comme Ma Lin utilisent aussi la face arrière de la raquette.

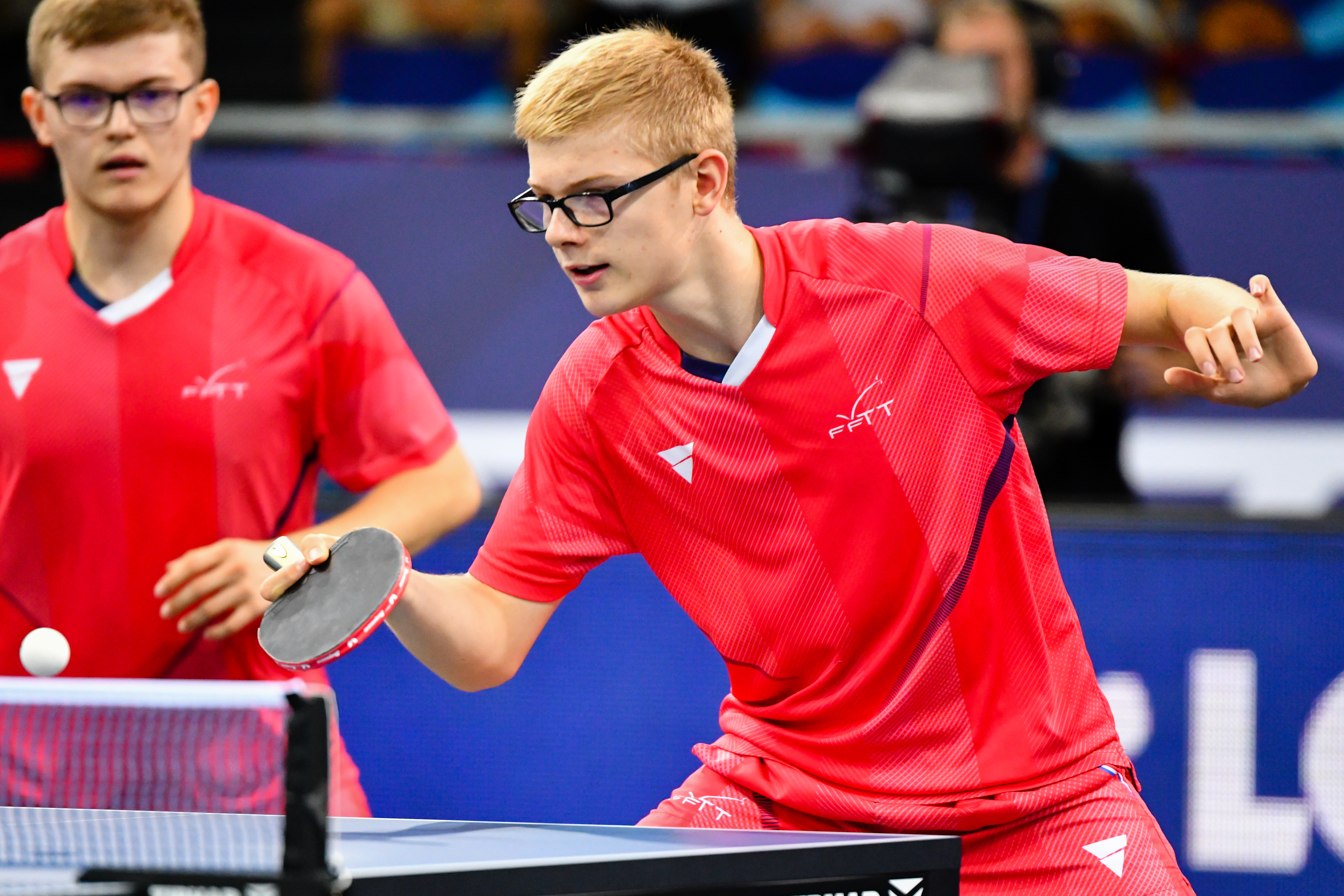
Félix Lebrun, tenant sa raquette en « porte-plume ».
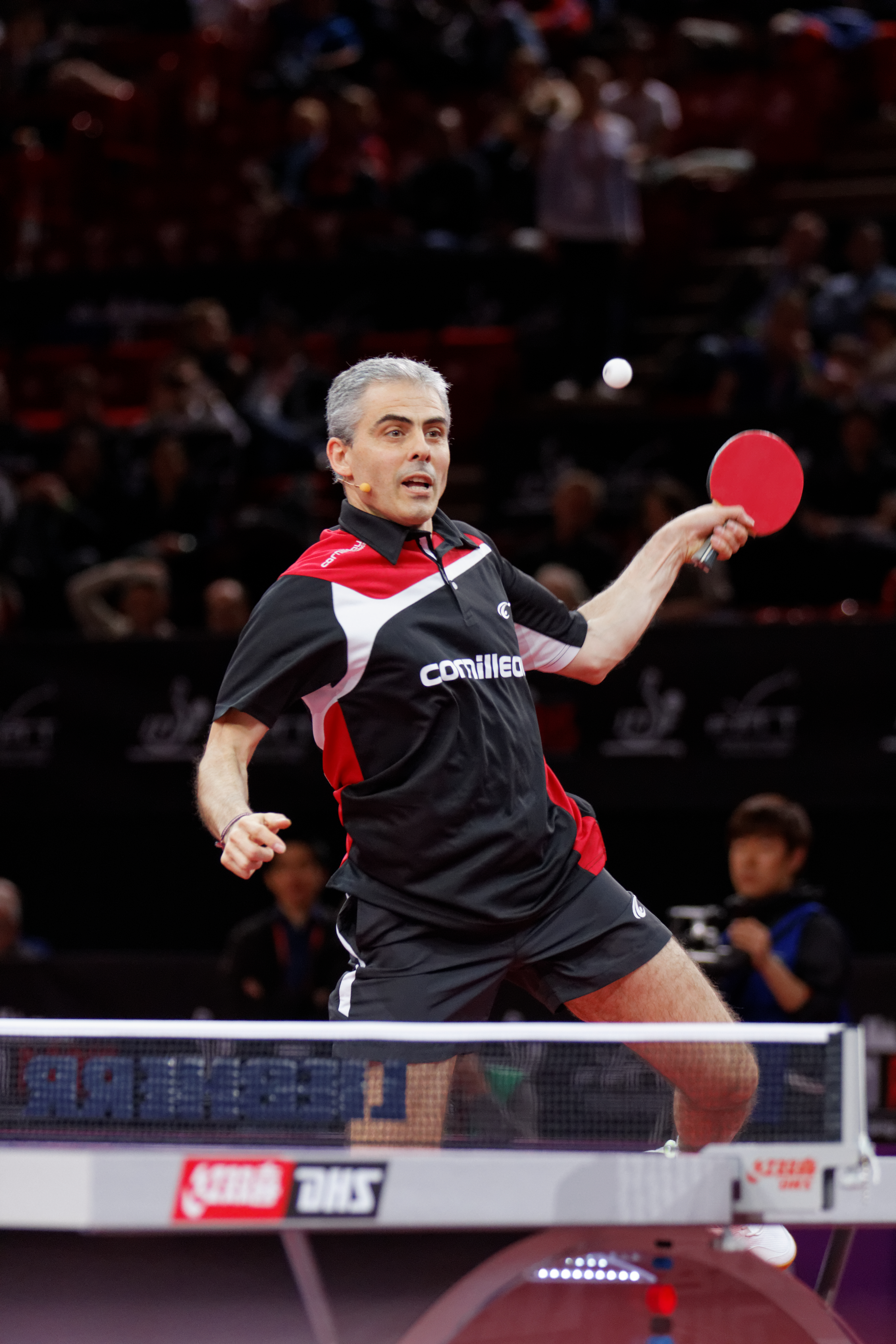
Jean-Philippe Gatien, avec une prise de raquette « orthodoxe ».